# Ars Magica (novela de Nerea Riesco)
Ars Magica es la segunda novela de Nerea Riesco, publicada el 4 de mayo de 2007. Los derechos para su traducción están vendidos en editoriales de Italia, Alemania, Polonia, Portugal, Rusia, y Rumanía.[cita requerida]

## Sinopsis
Principios del siglo XVII. Una mujer aparece muerta en Santesteban y todo parece indicar que se trata de un crimen cometido por el demonio y sus secuaces. La zona lleva meses siendo azotada por los brujos pese a que, un año antes, once personas de la zona fueron condenadas a morir en la hoguera por ello. El pueblo está asustado y, para tranquilizarlo, el Santo Oficio decide proclamar un edicto de gracia que perdone a los que se arrepientan de sus tratos con el demonio, y el severo inquisidor Alonso de Salazar y Frías es el encargado de llevarlo a término visitando la zona. Pero Salazar no cree en brujerías, ni en hechizos y lo peor de todo, ni siquiera cree que exista el diablo porque ha perdido la fe, aunque nadie lo sospecha.
Alonso de Salazar y Frías utilizará, para desentrañar el misterio de las brujas, los estudios anatómicos de Leonardo Da Vinci, técnicas forenses aprendidas en Roma, los conocimientos de los boticarios para analizar untes mágicos… en definitiva, basará su investigación en hechos verificables para establecer lo que hasta ese momento se había enjuiciado por suposiciones.
Mientras tanto, una muchacha llamada Mayo de Labastide D’Armagnac, hija bastarda del diablo con una humana (según todos los indicios vertidos en su nacimiento) y dedicada a vender hechizos de pueblo en pueblo, ha perdido a su compañera de viaje precisamente porque fue detenida antes del auto de fe, aunque no estaba entre los condenados. Para encontrarla, Mayo decide seguir los pasos de Salazar, al que protege con sus hechizos y ensalmos sin que éste se percate de su influencia benefactora.
A lo largo de su viaje, ambos tendrán que enfrentarse a los poderes diabólicos que esparcirán mil inconvenientes a su paso, a la falta de fe y a la muerte de las personas que más aman en el mundo.
Una apasionante trama que va más allá de las intenciones malignas del diablo y en la que se ve involucrada la flor y nata del panorama dirigente español del siglo XVII.
Una novela en la que la objetividad más absoluta se enfrenta a la fuerza de la tradición mágica.

## Los hechizos
El título de cada capítulo de la novela hace alusión a un recurso mágico o receta para solucionar algún problema. A lo largo de la obra nos encontramos con filtros de amor, métodos para hacerse invisible, soluciones para librarse del vello corporal, recetas para transformarse momentáneamente en animal... Todos los remedios que parecen en Ars Magica forman parte de nuestra historia, se han transmitido generación tras generación y sus inicios se pierden en el tiempo. Los conjuros, sortilegios y rituales mágicos realmente eran utilizados durante aquellos años y, en la actualidad, algunos siguen empleándose pero, a estas, alturas ni siquiera nos cuestionamos el origen de los mismos. Ars Magica («el arte de la magia» en latín) es algo más que una novela, es además un manual de recetas mágicas.

## La historia real
Contrariamente a lo que ocurrió en el resto de Europa, en España la Inquisición no mostró demasiado interés en perseguir la brujería. A pesar de todo, el 7 de noviembre de 1610, se celebró en Logroño lo que se dio en llamar “auto de fe de las brujas”. En él, fueron condenadas a la hoguera once personas de distintos pueblos de la zona vasco-navarra. Pero el auto de fe no sirvió para calmar el temor de las gentes que aseguraban seguir sufriendo los afectos maléficos del diablo y sus secuaces.
Uno de los inquisidores encargados del caso, Alonso de Salazar y Frías, es enviado un año después del auto de fe a la zona vasco-navarra con la intención de promulgar un edicto de gracia que perdone a los que se arrepientan de sus tratos con el diablo.
Salazar, interrogó, investigó y recopiló información sobre la secta. Esta información (por la que más tarde se le dio en llamar “El abogado de las brujas”), contradecía todo lo que hasta ese momento se creía sobre los brujos, hasta el punto que él llegó a decir que “no hubo brujos ni embrujados en el lugar hasta que se comenzó a tratar y escribir de ellos”.
El expediente con los resultados de sus investigaciones ocupó más de cinco mil seiscientos folios encuadernados en ocho tomos que, incomprensiblemente nunca salieron a la luz, así, el innovador Salazar, quedó sumido en el olvido. La documentación quedó arrinconada en un sótano del Santo Oficio durante cuatro siglos hasta que el historiador americano, Henry Charles Lea los encontrara, citándolos en su obra sobre la Inquisición española en 1906. Eso bastó para dar fama a Salazar en todo el mundo y en 1941 el inglés Charles Williams le dedicó su libro Witchraft “A la inmortal memoria de Alonso de Salazar y Frías”.

## Las brujas
El Papa Gregorio IX creó el Tribunal de la Santa Inquisición en el año 1231. Dominicos y franciscanos fueron los encargados de ser los brazos armados de la organización que nació para mantener a raya a todo aquel que quisiera salirse de las normas establecidas por la Iglesia católica.
La Inquisición española no se sometió como el resto de países a la directa jurisdicción de Roma, sino que tuvo su propio Inquisidor General designado por el rey de España. De esta manera, se convirtió en un instrumento del Estado, al servicio del Estado, y los eclesiásticos que lo dirigían, eran funcionarios públicos. La Inquisición española no castigaba, simplemente asignaba el castigo que impondría el brazo secular.
Miles de personas murieron en la hoguera. Uno de los delitos que más preocupaba en Europa fue el de brujería, terreno en el que las mujeres fueron las principales perseguidas.